# Chlorocharis emiliae
El anteojitos ojinegro (Chlorocharis emiliae) es una especie de ave paseriforme de la familia Zosteropidae endémica de Borneo. Es la única especie del género Chlorocharis.